# Hylomyrma versuta
Hylomyrma versuta är en myrart som beskrevs av Kempf 1973. Hylomyrma versuta ingår i släktet Hylomyrma och familjen myror. Inga underarter finns listade i Catalogue of Life.